# Etheostoma obama
Etheostoma obama là một loài cá trong họ Percidae. Đây là loài cá mới được phát hiện và được đặt tên theo tên của tổng thống Hoa Kỳ Obama. Loài cá đực giống này chỉ dài 5 cm nhưng có hình dáng rất đẹp. Vây cá có nhiều màu sắc trong đó chủ yếu là màu xanh lam và da cam, các vây dưới sau có hình bán nguyệt màu xanh lơ trong khi vây dưới trước mang các sọc màu cam sáng nổi bật trên nền xanh. Thân và đuôi nhỏ của cá cũng bao phủ những đốm xanh và da cam. Đầu cá cũng có hai màu với phần mặt màu vàng và mang màu lam.